# نظيرة جنبلاط
نظيرة جنبلاط هي زعيمة سياسية في لبنان في النصف الأول من القرن العشرين (1890 - 27 مارس 1951). تمكّنت من الحفاظ على السلام والاستقرار في جبال الشوف خلال الانتداب الفرنسي في لبنان في عام 1925. بفضل قيادتها السياسة المميزة والحكيمة، استطاعت منع هجمات من قبل الاستعمار الفرنسي على أبناء الطائفة الدرزية في جبال الشوف.

## حياتها
وُلدت نظيرة جنبلاط في عام 1890 في عين قني الشوف - جبل لبنان، حيث استقر الدروز في منطقة الشوف. هي ابنة الشيخ فارس جنبلاط، ووالدتها الشيخة افريدة سعيد جنبلاط. لم تتسنَ لها الفرصة أن تتلقى علمها بشكل رسمي، فعادات وتقاليد الطائفة الدرزية في ذلك الوقت أنهت الفتيات من الذهاب إلى المدرسة، لذلك تلقت دراستها من جدتها بدرامان الدين. لقد قامت بتعليمها التقاليد والعادات السائدة في المجتمع والدين الدرزي. أما في وقت لاحق، فقد تلقت دراستها من معلمين خصوصيين في مجال التربية والذين جاؤوا إلى منزلها، حينها تعلمت نظيرة جنبلاط اللغتين: الإنجليزية والفرنسية. ساهم تدريسها وتلقي علمها في المنزل إلى حد كبير في تنمية قدراتها على القيادة واستيعابها بشكل صحيح الثقافة السياسية، في فترة زمنية التي منعت النساء بها منعا باتًا للمرأة المشاركة في الحياة العامة وخاصةً في الأنشطة السياسية. لقد تزوجت في سنّ الخامسة عشر سنوات من فؤاد جنبلاط، الذي كان حاكمًا لإقليم جبال الشوف الذي كان تحت حكم الإمبراطورية العثمانية وبداية الانتداب الفرنسي في لبنان. وُلد زوجها في عام 1885 في المختارة. عندما كان في الثامنة من عمره، توفي والده وترعرع عند عمّه. تلقى فؤاد جنبلاط تعليمه في مدرسة بمنطقته واستمر دراسته العليا في الجامعة الأميركية في بيروت. في عام 1919 تم تعيينه حاكما لإقليم جبال الشوف. في 6 أغسطس 1922، اغتيل فؤاد جنبلاط في وادي عينبال علي يد الناشط السياسي ضد الانتداب الفرنسي شكيب وهاب. بعد وفاة زوجها، تحملت نظيرة جنبلاط مسؤولية تربية أولادها ليندا وكمال الذي كان عمره في ذلك الحين أربع سنوات. لقد هدفت نظيرة جنبلاط للحفاظ على الأحوال الاجتماعية والسياسية في العائلة الجنبلاطية، وبالتالي قررت اتخاذ منصب زوجها كحاكمة سياسية لمنطقة الشوف. لقد كانت هنالك أهمية كبيرة للحفاظ على السلطة السياسية لصالح العائلة الجنبلاطية، كي تنتقل لاحقا لابنها كمال. حكمت نظيرة جنبلاط في فترة حرجة التي سيطر بها الرجال بشكل تام غلى الساحة السياسية وتعتبر المرأة الدرزية الأولى تدخل النشاط السياسي في لبنان.

## حياتها السياسية

### السياسة الداخلية
بعد وفاة فؤاد جنبلاط ساد في قصر المختارة جو من الارتباك والتوتر السياسي، لعدم تواجد وريث سياسي ملائم من العائلة الجنبلاطية.